# Mu Arae d

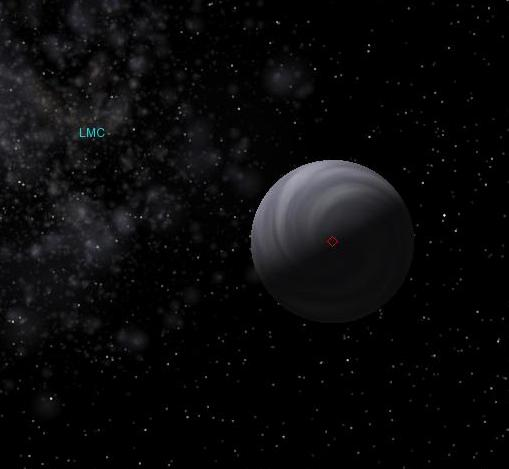
Imagem ilustrativa de Mu Arae d.

Mu Arae d (também conhecido como HD 160691 d ou Rocinante) é um planeta extrassolar orbitando a estrela Mu Arae. Esse planeta possui aproximadamente metade da massa de Júpiter e orbita a estrela a uma distância de 0.921 UA, completando seu período em 310.55 dias. Mu Arae d pode estar localizado a uma distância próxima o bastante para receber da estrela uma quantidade de radiação ultravioleta comparável à que a Terra recebe do Sol, porém, sua proximidade não permitiria a existência de água líquida em sua superfície. Além disso, dada a sua massa, é plausível que este planeta seja um gigante gasoso, sem superfície sólida.